# Медаља кнегиње Наталије
Златна и Сребрна медаља за ревносну службу за жене 1876—1878., позната и као Медаља кнегиње Наталије је било одликовање Кнежевине Србије. Медаљу је установио кнез Милан Обреновић 27. маја 1878. године и додељивана је за негу и помоћ војницима у српско-турским ратовима (1876—1878). Медаља, основана у два разреда као Златна и Сребрна, је била прво основано „дамско” одликовање у Кнежевини, и највећи број носилаца су биле чланице Београдског женског друштва које је хуманитарним радом допринело ратном напору.
Увођењем медаље у орденски систем Кнежевине, жене по први пут у нововековној српској историји, еквивалентно са мушкарцима, почињу да истичу стечена одликовања, што доприноси афирмацији жена у јавним пословима. Медаљом кнегиње Наталије је започета и пракса одликовања које су носила назив супруга владара, што ће бити настављено касније оснивањем Медаље краљице Наталије и Медаље краљице Драге.
Уз медаљу је додељивана и повеља. Постојане су две серије медаље и све медаље су израђене у радионицама у Бечу. Током времена употребе додељено је 17 златних и 58 сребрних медаља. Медаља кнегиње Наталије је део скупине одличја које је основала Кнежевина Србије за потребе рата — Медаље за храброст 1877-1878, Медаље за ревносну службу 1878 и Споменице на рат 1878.

## Историјат
Кнежевина Србија, у циљу награђивања и максимизације свог људског потенцијала, у ратовима против Османске империје 1876—1878. године, које је водила за ослобођење и независност, по први пут у својој историји уводи прва права одликовања за заслуге и храброст. Тако, по окончању рата, осим војника које је требало наградити, је отворено и питање награђивања заслужних цивила, а посебно жена. Како истиче истраживач Љубомир Стевовић, како се тадашњи орденски систем Кнежевине састојао из Таковског крста који је био доступан свима, Медаље за храброст на бојном пољу и Медаље за ревносну службу — која је пак имала изразито мушко-војнички карактер, морала је да се уведе нова медаља за даме. Сходно томе, на предлог Министарског савета, Књаз Милан је наредбом од 27. маја 1878. године установио Златну и Сребрну медаљу за ревносну службу за женске особе.

Оснивање медаље је везано за хуманитарни рад Београдског женског друштва, које је основано годину дана пре избијања Првог српско-турског рата, и у ширем смислу је део питања еманципације жена у Кнежевини Србији. Београдско женско друштво је 17. маја 1875. године, са одобрењем Владе, основала група угледних добростојећих београдских дама са циљем спремања сиромашних девојака у ваљане раднице, помоћи сиромашнима и хуманитарним радом.  На дан оснивања друштво је имало двадесет и пет чланица, од којих је деветнаест изабрано у управу друштва, а за председницу је изабрана Катарина Миловук, управитељка Више женске школе. Избијањем устанка у Босни и Херцеговини 1875. године друштво је скупљало прилоге у новцу и стварима и слало где је било најпотребније. Избијањем српско-турских ратова друштво се укључило са својом болницом и започело сарадњу са Друштвом Црвеног крста које је основано 1876. године. Оснивањем Медаље за ревносну службу за жене су се, пола века након што је кнегиња Персида Карађорђевић, као кнежева супруга, понела султанско одликовање (етим. ) (tr), створили друштвену услови да и жене понесу јавна одликовања за своје заслуге еквивалентно са мушкарцима. Како истиче историчарка уметности Ирена Ћировић:
| „ | [...] Султанско одликовање које је Персида добила као кнежева супруга, представља и први познат случај одликовања жене у Србији 19. века. Од тада ће проћи још неколико деценија, када су се створили услови да и жене понесу јавна одликовања за своје заслуге, еквивалентно са мушкарцима. Искључене из јавних послова и професионалног рада, такву могућност добиле су тек са организованим хуманитарним ангажовањем у време српско-турских ратова. Пресудну улогу у томе имало је тек основано Београдско женско друштво, чији су циљеви, између осталог, били усмерени на хуманитаран рад. Одмах по избијању рата 1876. године, чланице друштва укључиле су се у бригу о рањеницима и то отварањем болнице, у којој су цела управа и лечење били у њиховим рукама. Са докторкама које су стигле из страних лекарских мисија и добровољним болничаркама, негу рањеника и сва одржавања у болници обављале су чланице Женског друштва, које је уједно било и финансијер ове установе. Ипак, њихова организованост и пожртвовање нису били довољна гаранција за државне власти — по поновном избијању Српско-турског рата 1877, тадашњи војни министар Сава Грујић забранио је да се жене примају за болничарке, остављајући им простора само за улогу надзорница, као и за бригу о организацији и снабдевању болница. Друштво је током рата било ангажовано и на другим активностима, сакупљању новчане помоћи за болнице, као и за пострадале у рату. По позиву кнегиње Наталије, чланице су учествовале и у радионици рубља коју је кнегиња отворила у малом Кнежевом двору током рата. Израђени санитетски материјал дат је Друштву Црвеног крста, а део је поклоњен сиромашнима. Иницијални ангажман жена који су донеле ратне прилике, може се сврстати у општу линију која је обележила делатност женских организација након тога. Хуманитарни рад, као и едукативно-просветни, донео је уједно нова искуства којима су сазревале идеје о већој улози жене у друштву и њиховој јавној позицији. У том светлу може се видети и промена коју је донело њихово учешће у ратним збивањима. Као награду за патриотско деловање, држава је успоставила нову медаљу за заслуге, као прво одликовање такве врсте намењено женама. Указом кнеза Милана, 27. маја 1878. установљена је Медаља кнегиње Наталије, под чијим је иначе протекторатом стајало и Женско друштво. [...] | ” |

Установљењем ове медаље је уједно и почела пракса одликовања која су носила име по супругама владара — настављено оснивањем Медаље краљице Наталије за време рата против Бугарске 1885—86. године, те касније Медаљом краљице Драге.
Одмах по установљењу одличја је почела и његова додела, углавном чланицама Женског друштва и његових подружница по српским градовима, које су се истакле у ревносној служби и нези ратних рањеника. Како су у службеном гласилу, „Српским новинама”, поименице, објављивани спискови награђених медаљом, то је додатно, медијски, допринело афирмацији жена у контексту заслуга за патриотски рад. Како истиче Ћировић: „У јавном дискурсу тиме уведена слика о заслужним женама, била је кореспондентна и са искуствима самих чланица, које су изједначавале свој ангажман током рата са војном обавезом мушкараца, називајући га и својом „светом дужношћу“. Уједно се такав рад може разумети и у перспективи еманципацијске потврде, у име доказа о способности жена за јавни круг деловања. Ипак, он није протицао без подозрења у конзервативним круговима. О томе је писала и Милка Гргурова, глумица и књижевница, иначе и болничарка у српско-турским ратовима. У њеној причи „Мара Буњевка” описана је девојка која одлучује да буде болничарка, због чега наилази на осуду средине која је таквим девојкама приписивала нечасне намере.”
Са почетком употребе Медаље кнегиње Наталије, па на даље, жене су на јавним наступима и свечаностима еквивалентно са мушкарцима почеле да истичу своја одликовања, те, премда је медаља основана за бригу о болеснима и рањенима за време српско-турских ратова, убрзо ово популарно и лепо одликовање постаје ствар престижа међу дворским дамама. Тако је медаља постала обавезан моменат у портретним представама њених носилаца, сведочећи о новом идентитетском обрасцу жене као носиоца јавне заслуге. Како истиче Ћировић, успостављање одликовања жена, почев са Наталијином медаљом, постао је норматив који је доприносио њиховој јавној афирмацији.
- Портрети неких од носилаца Медаље кнегиње Наталије
- Портрет Јелене Грујић, супруге Јеврема Грујића, рад сликара Стеве Тодоровића, 1888. година. Грујићева је, попут портрета њеног мужа који је урадио исти сликар, представљена као заслужна личност са одликовањима. Дом Јеврема Грујића у Београду.[15]
- Детаљ са портрета Јелене Грјуић. На свечаној балској хаљини она истиче султански Орден Доброчинства (етим. ) (en) првог степена, Орден Црвеног крста, те Златну медаљу кнегиње Наталије којом је награђена 1878. године док је била потпредседница Женског друштва.[16][4]
- Катарина Миловук, управница Више женске школе у Београду и прва председница Женског друштва. Прва је одликована Медаљом кнегиње Наталије, златним разредом. На фотографији истиче исту, затим Медаљу краљице Наталије, Крст Друштва Српског црвеног крста и Орден Светог Саве III степена.[17][4]

### Назив медаље
Сва одликовања у ратовима за ослобођење и независност 1876 — 1878. је додељивао Књаз Милан као врховни командант војске. Кнез је у ратове ушао са титулом вазалног кнеза — „ЊЕГОВА СВЕТЛОСТ ГОСПОДАР И КЊАЗ СРПСКИ МИЛАН М. ОБРЕНОВИЋ . ВРХОВНИ КОМАНДАНТ”, а из ратова изашао као први независни кнез са новом титулом: „ЊЕГОВО ВИСОЧАНСТВО ГОСПОДАР И КЊАЗ СРПСКИ МИЛАН М. ОБРЕНОВИЋ . ВРХОВНИ КОМАНДАНТ”. Промена у титули се одразила и на име медаље.
Тако је у оснивачкој наредби од 27. маја 1878. године Медаља кнегиње Наталије једноставно названа „Златна и Сребрна медаља за ревносну службу са натписом „за помагање рањених и болних војника у рату 1876, 1877 и 1878. године” за женске особе.” У првим доделама, 28. маја и 10. августа 1878. назив је други — „Медаља Њене Светлости Књагиње Наталије за ревносну службу”, а касније, након доношења закона о новим титулама кнежевског пара од 22. августа, у доделама од 4. новембра 1878. до 3. априла 1881. назив је — „Медаља Њеног Височанства Књагиње Наталије за ревносну службу”. Под овим именом медаља је додељивана све док 22. фебруара 1882. године није престала законска основа за њено додељивање — када је Кнежевина Србија проглашена у Краљевину.

### Носиоци
Иако се радило о „дамским” одликовањима, медаље је додељивао кнез Милан Обреновић као „врховни командант”, а потписивао их је министар војни. Ингеренција министарства војног за доделе овог одликовања је, према истраживачима Павелу Цару и Томиславу Мухићу, прилично неуобичајена и резултат је непостојања уврежених норми и правила о додељивању одликовања у том времену.
Премда је у „Опредељењима о одличјима за Ослобођење и Независност” чланом 35. било прописано „Ко је год доликован таковским крстом ма којег степена, или медаљом за храброст, његово ће се име штампати у шематизму државном”, у службеном државном гласилу, „Српским новинама” су се, као већ споменуто, одмах објављивала имена одликованих свим одличјима, па тако и Медаљом кнегиње Наталије. Скоро све одликоване су биле чланице Женског друштва и његових подружница. Како истиче истраживач Љубомир Стевовић, у Српским новинама су два пута 1878. године дате корекције спискова, те коначни спискови како су објављени гласе:
|     | Златном медаљом за ревносну службу Њене Светлости Књагиње Наталије:          |
| --- | ---------------------------------------------------------------------------- |
| 1.  | Г-ђу Катарину Миловуковицу, бившу председницу женског друштва.               |
| 2.  | Г-ђу Даницу Валентиницу, председницу женског друштва.                        |
| 3.  | Г-ђу Христину Јовановићку, председницу женског друштва.                      |
| 4.  | Г-ђу Јелену Грујићку, бившу потпредседницу женског друштва.                  |
| 5.  | Г-ђу Милицу Вујовићку, главну надзорницу београдске војне болнице.           |
| 6.  | Г-ђу Мицу Протићку, главну надзорницу београдске војне болнице.              |
| 7.  | Г-ђу Емилију Лешјанку, главну надзорницу параћинске резервне болнице.        |
| 8.  | Г-ђу Милицу Динуловићку, чланицу женског друштва.                            |
| 9.  | Г-ђу Сару Карамарковићку, председницу лозничке подружине.                    |
| 10. | Г-ђу Софију Пантелићеву, надзорницу параћинске резервне болнице.             |
| 11. | Г-ђу Цану Топузовићку, председницу шабачке подружине.                        |
| 12. | Г-ђу Кату Јовановићку, председницу крагујевачког женског друштва.            |
| 13. | Г-ђу Једвигу Гонсијаровску, главну надзорницу параћинске болнице.            |
| 14. | Г-ђу Христину Јовановићку, потпредседницу Женског друштва.                   |
|     | Сребрном медаљом за ревносну службу Њене Светлости Књагиње Наталије:         |
| 15. | Г-ђу Персу Јовановићку, надзорницу београдске војне болнице.                 |
| 16. | Г-ђу Јелисавету Јевтићку, чланицу женског друштва.                           |
| 17. | Г-ђу Марију Холецовицу, чланицу женског друштва.                             |
| 18. | Г-ђу Јелену Чолак-Антићку, чланицу женског друштва.                          |
| 19. | Г-ђу Милу Драгашевићку, главну надзорницу београдске војне резервне болнице. |
| 20. | Г-ђу Ленку Штерницу, надзорницу београдске резервне болнице.                 |
| 21. | Г-ђу Софију Ивановићку, надзорницу београдске резервне болнице.              |
| 22. | Г-ђу Љубицу Ђукнићку, надзорницу београдске резервне болнице.                |
| 23. | Г-ђу Мару Беницкову, надзорницу београдске резервне болнице.                 |
| 24. | Г-ђу Стамену Милошевићку, надзорницу београдске резервне болнице.            |
| 25. | Г-ђу Перку Матићеву, надзорницу београдске војне болнице.                    |
| 26. | Г-ђу Јелену Поповићку, бившу надзорницу алексиначке болнице.                 |
| 27. | Г-ђу Анку Ђукнићку, чланицу женског друштва.                                 |
| 28. | Г-ђу Кају Јовановићку, чланицу женског друштва.                              |
| 29. | Г-ђу Јелену Јездимировићеву, чланицу женског друштва.                        |
| 30. | Г-ђу Божану Снећивину, чланицу женског друштва.                              |
| 31. | Г-ђу Милеву Котуровићеву, чланицу женског друштва.                           |
| 32. | Г-ђу Регину Јегишеву, чланицу женског друштва.                               |
| 33. | Г-ђу Јелисавету Мирковићку, надзорницу крагујевачке болнице.                 |
| 34. | Г-ђу Марију Протићку, председницу горњо милановачке подружине.               |
| 35. | Г-ђу Стевану Костићку, надзорницу горњо милановачке болнице.                 |
| 36. | Г-ђу Савку Поповићку, председницу пожаревачке подружине.                     |
| 37. | Г-ђу Данојлу Марковићку, председницу смедеревске подружине.                  |
| 38. | Г-ђу Љубицу Ђорђевићку, надзорницу смедеревске резервне болнице.             |
| 39. | Г-ђу Албу Петровићку, надзорницу пожаревачке резервне болнице.               |
| 40. | Г-ђу Катарину Каљевићку, надзорницу ужичке резервне болнице.                 |
| 41. | Г-ђу Јелену Цинцар-Марковићку, председницу ћупријске подружине.              |
| 42. | Г-ђу Љубу Петровићку, председницу крушевачке подружине.                      |
| 43. | Г-ђу Анђу Нешићку, председницу женског друштва у Великом Градишту.           |
| 44. | Г-ђу Анку Протићку, бившу надзорницу алексиначке болнице.                    |

|     | Сребрном медаљом, Њене Светлости Књагиње Наталије, за ревносну службу:                                   |
| --- | --- |
| 1.  | Г-ђу Ермину Николићку, бившу надзорницу београдске војне болнице                                         |
| 2.  | Г-ђу Јелену Лукићку, надзорницу београдске војне болнице                                                 |
| 3.  | Г-ђу Милку Савићку, надзорницу београдске војне болнице                                                  |
| 4.  | Г-ђу Драгу Миловановићку, бившу нудиљу при београдској војној болници                                    |
| 5.  | Г-ђицу Јелену Пејчиновићеву, бившу нудиљу при београдској војној болници                                 |
| 6.  | Г-ђу Љубицу Грујићку, бившу нудиљу у . резервној београдској болници                                     |
| 7.  | Г-ђицу Анку Јоксимовићеву, бившу нудиљу у . резервној београдској болници                                |
| 8.  | Г-ђу Марију Јоксићку, бившу надзорницу у II. београдској резервној болници                                 |
| 9.  | Г-ђу Перку Ђурићку, бившу нудиљу у . београдској резервној болници                                       |
| 10. | Г-ђицу Јованку Михајиловићеву, бившу нудиљу у . београдској резервној болници                            |
| 11. | Г-ђу Драгу Јаковљевићку, чланицу женског друштва у Крагујевцу                                            |
| 12. | Г-ђу Каролину Петровићку, чланицу женског друштва у Крагујевцу, надзорницу резервне болнице у Крагујевцу |
| 13. | Г-ђу Софију Илићку, бившу надзорницу резервне болнице у Шапцу                                            |
| 14. | Г-ђу Милеву Бркићку, надзорницу резервне болнице у Јагодини                                              |
| 15. | Г-ђу Савку Милојковићку, председницу подружине неготинске                                                |
| 16. | Г-ђу Катарину Ценићку, председницу подружине у Брзој-Паланци                                             |
| 17. | Г-ђу Милеву Симићку, председницу подружине у Паланци                                                     |
| 18. | Г-ђу Јелисавету Марјановићку, председницу подружине у Карановцу.                                         |

|    | Сребрном медаљом Њеног Височанства Књагиње Наталије за ревносну службу: |
| -- | ----------------------------------------------------------------------- |
| 1. | Г-ђу Мару Мутавџићку, надзорницу болнице у Крушевцу                     |
| 2. | Г-ђицу Мару Личанинову, надзорницу крушевачке резервне болнице          |
| 3. | Г-ђицу Мару Радаковићеву, надзорницу крушевачке резервне болнице        |
| 4. | Г-ђу Наталију Богдановићку, надзорницу параћинске резервне болнице      |

|    | Златном медаљом Њеног Височанства Књагиње Наталије за ревносну службу:   |
| -- | ------------------------------------------------------------------------ |
| 1. | Г-ђу Љубу Петровићку, председницу подружине крушевачког женског друштва  |
|    | Сребрном медаљом Њеног Височанства Књагиње Наталије за ревносну службу:  |
| 2. | Г-ђу Анку К. Павловићку, председницу подружине нишког женског друштва    |
| 3. | Г-ђу Катарину М. Павловићку, касирку подружине нишког женског друштва    |
| 4. | Г-ђу Надежду Л. Лазаревићку, деловоткињу подружне нишког женског друштва |

|    | Сребрном медаљом Њеног Височанства Књагиње Наталије за ревносну службу: |
| -- | ----------------------------------------------------------------------- |
| 1. | Г-ђу Милку Миловановићку                                                |
| 2. | Г-ђу Анку Ж. Недићку                                                    |

|    | Златном медаљом Њеног Височанства Књагиње Наталије за ревносну службу: |
| -- | ---------------------------------------------------------------------- |
| 1. | Г-ђу Ц(ају). Петронијевићку                                            |
| 2. | Г-ђу А(нку). Цукићку                                                   |

Према увидима Стевовића једини носилац медаље који ју је добио а да није објављен у „Српским новинама” је Сребрна медаља кнегиње Наталије која је 11. фебруара 1879. године додељена Стани А. Ђ. Поповић, чланици пододбора Ужичког црвеног крста и помоћници газдарице резервних болница ужичких. Медаља и припадајућа јој повеља о одликовању се чувају у Народном музеју у Ужицу. Стевовић је стога мишљења да је број одликованих нешто већи од броја објављених у списковима, јер се увек нешто више одликовања подели него се званично објави.
Стевовић тако, према доступним подацима, закључује да је књаз Милан у седам наврата, од 28. маја 1878. до 3. априла 1881. године укупно поделио 17 златних и 58 сребрних медаља кнегиње Наталије. За време прве доделе, док је званични назив медаље гласио „Медаља Њене светлости Књагиње Наталије за ревносну службу” подељено је 14 златних и 48 сребрних медаља. У четири касније доделе, од 4. новембра 1878. до 3. априла 1881. године, под именом „Медаља Њеног Височанства Књагиње Наталије за ревносну службу” додељене су само 3 златне и 9 сребрних медаља. Стевовић закључује да је закључно са медаљом додељеном Стани Поповић, подељено најмање 14 златних и 53 сребрне медаље основне варијанте медаље из радионице „Винсент Мајерови синови” [в. опширније испод], ако не и која више. Како надаље наводи Стевовић: „Кад се на 53 сребрне медаље дода још 5 сребрних медаља додељених 1879. и 1880. године, видимо да има 58 познатих додела медаља II класе. Вероватно је од Винсент Мајера прво наручено 15 златних и 60 сребрних медаља. Винсент Мајерова медаља са алком има трагове позлате, а Ротеова медаља има позлату у савршеном стању, тако да може да се претпостави да су то две златне медаље из 1881. године”. [две медаље за које Стевовић претпоставља да је реч о златним медаљама из 1881. године су једна Винсент Мајерова медаља из Војног музеја у Београду и једна у збирци Милана Стојановића [стање 2007. године];]
| Број додела                  | ДАТУМ ДОДЕЛЕ       | ЗЛАТНЕ МЕДАЉЕ | СРЕБРНЕ МЕДАЉЕ |  |
| ---------------------------- | ------------------ | ------------- | -------------- |  |
| 1.                           | 28. мај 1878.      | 14            | 30             |  |
| 2.                           | 10. август 1878.   | —             | 18             |  |
| 3.                           | 4. новембар 1878.  | —             | 4              |  |
| 4.                           | 11. фебруар 1879.* | —             | 1              |  |
| 5.                           | 31. јули 1879.     | 1             | 3              |  |
| 6.                           | 22. фебруар 1880.  | —             | 2              |  |
| 7.                           | 3. април 1881.     | 2             | —              |  |
| Број укупно додељених медаља |                    | 17            | 58             |  |

- Сребрна медаља Стане Поповић, указ није објављен у Српским новинама

## Изглед, израда и ношење
Основна серија медаље израђена је у облику броша, димензија 62 x 40 милиметара, у чијем се средишњем пољу налази латинични монограм кнегиње Наталије. Монограм је аплициран на црвено емајлирано средишње поље. Феминитетни моменат медаље је уносила плаво емајлирана трака свезана у доњем делу у машну, на коју је аплициран српски грб, а којом је уоквирено средишње поље са монограмом. На траци је ћирилицом исписана девиза: „ЗА ПОМАГАЊЕ РАЊЕНИХ И БОЛНИХ ВОЈНИКА У РАТУ 1876-77-78 Г.”. Медаљон је обавијен двема зелено емајлираним ловоровим гранчицама укрштеним испод плаве траке. На горњи део медаљона је учвршћена емајлирана кнежевска круна. Наличје медаљона је глатко, са иглом за прикопчавање медаље за одећу.
Брош је аплициран на машну у бојама српске тробојке помоћу жичаних наставака заварених на наличје медаље. Крајеви машне су каткад засечени, а каткад се завршавају декоративним ресицама од позлаћене срме.
Медаље су израђене од сребра. Златна медаља је цела позлаћена, док је код Сребрне медаље позлаћен само краљичин монограм. Порекло израде основне серије медаља није могуће утврдити јер ни један сачуван примерак није сигниран, што је како истичу истраживачи одликовања Томислав Мухић и Павел Цар, прилично необично имајући у виду да се ради о службено додељиваном моделу. Мухић, типолошким поређењем са другим српским одликовањима, медаљу је повезао са варијантом Ордена таковског крста из 1877. године (велики модел) који је такође производ непознате, највероватније радионице из Беча. Како истиче, оба одликовања носе заједничке детаље израде, истакнуто карактеристично решење хермелинских украса на лицу круне. Стевовић пак наводи примерке из основне серије за које наводи да су из радионице „Винсент Мајерови синови” из Беча.
Медаље из прве серије су додељиване у кутијама смеђе боје на чијем поклопцу је отиснут окруњени грб Кнежевине Србије кога придржавају два грифона.
Осим основне серије медаље, израђивана је и знатно раскошнија варијанта медаље, која је за разлику од основног модела у облику медаље а не броша. Монограм на овој варијанти је изведен нешто једноставније, није „распеван” као на првој варијанти. У надвишењу медаље повезницом је причвршћена круна истих димензија као и са Ордена таковског крста IV степена, кроз коју је провучена алка за истицање на врпци. Девиза одликовања изведена је крупнијим словима него на првој варијанти. Врпца је такође сложена у машну чији се крајеви завршавају декоративним ресицама. Наличје медаље је украшено декоративним гравурама. Постојане су варијанте ове медаље које у надвишењу уместо кнежевске имају краљевску круну, што је супротно пропису и према мишљењу Мухића и Цара највероватније је реч о накнадно нарученој замени круне након проглашења Краљевине 1882. године, када је бивша кнегиња стекла титулу „Њено величанство краљица Наталија”. Ову варијанту медаље су израђивале бечке радионице „Винсент Мајерови синови” (етимолошки: Vincent Mayer's Söhne) (de) и „Роте и Нефе” (de). Варијанта произведена у радионици „Роте и Нефе” је додељивана у срцоликој кутији црвене боје са златом штампаним грбом династије Обреновића на поклопцу и произвођачевим потписом унутра.
Начин ношења медаље није био изричито прописан, а на портретима и фотографијама одликованих дама видљив је уобичајени начин истицања дамских одликовања на левом рамену.
Иначе, док већина истраживача наводи да је монограм кнегиње на медаљи латиничног писма, истраживач Љубомир Стевовић пак наводи да је реч о великом писаном ћирилчном слову „Н”. Као главни аргумент Стевовић наводи пример из текста са указа који је ишао уз медаљу, са ког се, према овом истраживачу, види да је заправо реч о великом писаном ћириличном слову „Н”, док се у заглављу указа види краљичин монограм писан штампаном ћирилицом.
- Цртеж Медаље кнегиње Наталије какав га је објавио Максимилијан Грицнер 1893. године у свом познатом орденском приручнику.[34][28]
- Портрет краљице Наталије са именом са леве и Медаља кнегиње Наталије десно на рекламном паковању фабрике цигар папира „Поповића и Радовановића” из Ваљева, колекција Брзак.[35]

## Повеља
Уз медаљу је додељивана и повеља о одликовању, коју је, као напоменуто, додељивао кнез Милан Обреновић као „врховни командант”, а потписивао их је министар војни. Повеље медаља су израђене по узору на повеље за Ордене таковског крста и Медаље за храброст из раздобља српско—турског рата 1877—1878. Постоје две врсте повеља које се међусобно разликују једино по наведеној титули кнегиње Наталије. На првој верзији повеља кнегиња је титулирана као „Њена Светлост Књагиња”, а на другој као „Њено Височанство Књагиња”.
Повеље су штампане на пресавијеном пергамент папиру формата 21 x 34 центиметра у Државној каменорезници у Београду, и носе потпис аутора: „Рерих лит.”. Уз ивицу повеље је рам од флоралних мотива. Горе у средини је монограм кнегиње Наталије са кнежевском круном. На средини доњег дела рама два крилата грифона придржавају грб Обреновића — овај грб је увео кнез Михаило након Светоандрејске скупштине и повратка династије Обреновић; Српски штит уоквирен крунисаном змијом која себе гризе за реп, све закриљено плаштом са кнежевском круном у надвишењу. На средини флоралног рама, лево, је персонификација славе — девојка са ловоровим венцем у једној и књигом у другој руци, док је на десној средини рама персонификација мудрости — девојка са змијом око десне и пехаром у левој руци.
Предлагач, име одликоване, степен медаље, датум и потпис Министра војног су уношени руком. На основу познатог броја и датума додела, Стевовић закључује да је додељено 66 повеља прве врсте (14 за златне и 48 за сребрне медаље) и 13 повеља друге врсте (3 за златне и 10 за сребрне).
- Повеља за Сребрну медаљу за ревносну службу за жене 1876—1878 којом је 11. фебруара 1879. године одликована Стана Поповић, чланица одбора ужичког Црвеног крста и помоћница газдарице резервних болница ужичких. Верзија повеље где је кнегиња титулирана као „Њено Височанство Књагиња”; Збирка Народног музеја у Ужицу.[36][37]
- Повеља за Орден таковског крста „о врату” којим је 1. јануара 1878. године одликован генералштабни пуковник Милојко Лешјанин. Повеља је из периода доделе Ордена таковског крста у српско-турским ратовима.[40]

### Књиге, зборници и каталози
- Ацовић, Драгомир (2013). Слава и част: одликовања међу Србима: Срби међу одликовањима. Београд: Службени гласник. ISBN 978-86-519-1750-2.  200069388  200069388
- Božinović, Neda (1996). Žensko pitanje u Srbiji : u XIX i XX veku (PDF). Beograd: "Devedesetčetvrta" : "Žene u crnom", (Beograd : Pinkpress). ISBN 978-86-82449-09-6. Архивирано из оригинала (PDF) 26. 11. 2016. г. 45495820
- Васић Делимановић, Јелена (2015). „Новац и одликовања из времена династије Обреновић у Збирци за новац и медаље Музеја града Београда”. у Обреновићи у музејским и другим збиркама Србије и Европе. 3 / [уредници Александар Марушић, Ана Боловић] (PDF). Горњи Милановац: Музеј рудничко-таковског краја, (Београд : Службени гласник). стр. 155—186. ISBN 978-86-82877-65-3.  220541708  220541708
- Gritzner, Maximilian (1893). Handbuch der Ritter- und Verdienstorden aller Kulturstaaten der Welt. Leipzig. ISBN 978-3-8262-0705-1.
- Зборник закона и уредаба изданих у Књажевству Србији. 32 : Од 5. августа 1877. до 12. јуна 1878. године (PDF). Београд: Државна штампарија. 1878.  223078919
- Маричић, Душанка (2019). Дипломе и повеље XIX и XX века : из збирке Војног музеја. Београд: Медија центар Одбрана, (Београд : Војна штампарија). ISBN 978-86-335-0670-0.  277796876  277796876
- Марушић, Александар; Боловић, Ана [ур.] (2015). Обреновићи у музејским и другим збиркама Србије и Европе. 3 (PDF). Горњи Милановац: Музеј рудничко-таковског краја, (Београд : Службени гласник). ISBN 978-86-82877-65-3.  220541708  220541708
- Марушић, Александар; Ранковић, Ана [ур.] (2020). Обреновићи у музејским и другим збиркама Србије и Европе. 6 (PDF). Горњи Милановац: Музеј рудничко-таковског краја, (Горњи Милановац : Codex print). ISBN 978-86-82877-85-1.  283433740  283433740
- Милановић, Јасмина (2020). Женско друштво : (1875-1942). Београд: Службени гласник : Институт за савремену историју, (Београд : Гласник). ISBN 978-86-519-2579-8.  29224969  29224969
- Миливојевић, Станојка (2016). Благо из депоа Народног музеја : поводом 70 година рада : 1946-2016 (PDF). Ужице: Народни музеј "Ужице", (Ужице : Графичар). ISBN 978-86-84859-87-9. Архивирано из оригинала (PDF) 19. 05. 2021. г. Приступљено 19. 05. 2021.  223436044
- Николић, Десанка (1971). Наша одликовања до 1941 : из колекције Војног музеја у Београду. Београд: Војни музеј, (Београд : Просвета).  108440839
- Пилетић, Милана (1987). Одликовања југословенских народа XIX и прве половине XX века (до 1941) из збирке Војног музеја у Београду. Београд: Војни музеј, (Београд : БИГЗ).  61075724  137522433  61075724
- Prister, Boris (1984). Odlikovanja, Katalog muzejskih zbirki XXI. Zagreb: Povijesni muzej Hrvatske.  2397536
- Prister, Boris (2000). Odlikovanja iz zbirke dr. Veljka Malinara: Odlikovanja Crne Gore, Srbije, Kraljevine SHS (Kraljevine Jugoslavije) i Socijalističke Jugoslavije. Dio 3 (PDF). Zagreb: Hrvatski povijesni muzej. ISBN 9536046202.
- Ранковић, Ана; Црвенковић, Биљана; Марушић, Александар; Брзак, Стојан (2020). „Династија Обреновић у колекцији Брзак”. у Обреновићи у музејским и другим збиркама Србије и Европе. 6 / [уредници Александар Марушић, Ана Ранковић] (PDF). Горњи Милановац: Музеј рудничко-таковског краја, (Горњи Милановац : Codex print). стр. 307—368. ISBN 978-86-82877-85-1.  283433740  283433740
- Тодоровић, Нада (1964). Југословенске и иностране медаље. Београд: Народни музеј, (Београд : Привредни преглед).  512253592
- Ћировић, Ирена (2022). Слике жена у српској уметности друге половине XIX века : докторска дисертација. Београд: [И. Ћировић].  82509065
- Car, Pavel; Muhić, Tomislav (2009). Odlikovanja Srbije i Jugoslavije : od 1859. do 1941. Wien: Militaria. ISBN 978-3-902526-28-1.  430956
- Шематизам одликованих лица у Краљевини Србији : од 1865 до краја 1894. год. Kњ. 1. Београд: Канцеларија краљевских ордена, (Београд : Државна штампарија Краљевине Србије). 1895.  33976335  1024866947
- Шематизам одликованих лица нашим и страним орденима у Краљевини Србији : од 1895 до краја 1899. год. Књ. 2. Београд: Канцеларија Краљевских ордена, (Београд : Државна штампарија Краљевине Србије). 1900.  190000140

### Часописи
- Stevović, Ljubomir (2007). „Medalja knjaginje Natalije”. Orden : faleristički časopis Srpskog numizmatičkog društva Beograd. Beograd: [Srpsko numizmatičko društvo], (Beograd : Pangraf) (7): 15—23.  112253196